# توماس عاموس روجرز نيلسون
توماس عاموس روجرز نيلسون (بالإنجليزية: Thomas Amos Rogers Nelson)‏ (و. 1812 – 1873 م) هو سياسي، وقاض، ومحام من الولايات المتحدة الأمريكية .
وهو عضو في حزب اليمين، والحزب الجمهوري، والحزب الديمقراطي الأمريكي .

## التعليم
تعلم في جامعة تينيسي.